# عبد الملك الفتني
عبد الملك بن عبد الوهاب الفتني، أحد علماء مكة المكرمة خلال القرن الثالث عشر الهجري بالإضافة إلى كونه أديب وشاعر وقاضي، وقد عاصر الملك عبد العزيز آل سعود.

## نشأته
هو عبد الملك بن عبد الوهاب بن صالح بن عيد بن حسن محمد الفتني المكي الحنفي، المولود في مكة المكرمة في السادس من شوال عام 1255هـ.

## مكانته العلمية
حفظ القرآن الكريم وهو ابن اثنتي عشرة سنة وصلى به التراويح حفظًا عن ظهر قلب.
نظم الشعر الحر، وكان ينظم في كل سنة قصيدة، وزاد 400 بيت على شرح نظم الشمسية للشيخ عمر الفارسكورى في المنطق.

### مؤلفاته
ترك عبد الملك الفتني عدد من المؤلفات المطبوعة منها:
- في النحو: التحفة السنية في الكلمات المبنية، المطبعة الخيرية، 1305هـ.
- في التوحيد: حواشي على المطالب الحسان في أمور الدين وشعب الإيمان، طبع في مطبعة بولاق 1304هـ، والمطبعة الخيرية 1305هـ.
- في المذاهب: شرح خلاصة الفرائض نظم متن السراجية وبهامشه تقارير مصر: عام 3/1292، طبع في المطبعة الخيرية عام 1305هـ.
- في علم الوضع: عقد اللآلئ مع شرحه، طبع في مصر عام 1306هـ، وعدد صفحاته 104
- في العقيدة: فيض الرحمن على المطالب الحسان، طبع في المطبعة الخيرية عام 1305هـ.[3]

## قالوا عنه
قال عنه الأستاذ أحمد إبراهيم الغزاوي: 
«قلت فهذا عبد الملك الفتني المكي يعتبر من أوائل من اشتغلوا بالصحافة قبل ستين سنة إبان نشأتها، وفي الأستانة وفي (الجوائب) ذات الصيت الذائع»
وقال:«عرفت فيما عرفت من الناس في ماضي الأيام رجلاً كان يبيع الكتب في خان الخليلي يسمى (الشيخ عبد الملك الفتني) وكان على علم ومعرفة وسعة اطلاع، قلما عثرت عليها في تاجر كتب آخر، وكان عالي السن متقادم الميلاد، فكان يدلني بصدق وإخلاص على ما يلزمني من الكتب القيمة والأسفار النافعة، فلما أحكمت عرى الصداقة بيننا سألته يوماً عن شأنه وحقيقة أمره؟ قال: ... إنه بعد أن تلقّى علومه ومعارفه أقام في الأستانة زمناً، كان ضمن محرري جريدة الجوائب لصاحبها أحمد فارس الشدياق، ثم عين قاضياً في مكة، فلما ضعفت قواه عن تحمل حرارة الحجاز وسمومه وف على مصر، واتخذ الإتجار بالكتب صناعة له... ومن الحق أنه كان رضي الطريقة، عارفاً بشؤون الحياة، قد بلا حلوها ومرها، وتردد بين صفوها وكدرها، هذا الرجل له علي فضل كبير، فقد كان يذاكرني في كثير من المسائل العلمية والأدبية، ويشير علي بما يجب أن أقرأه من الكتب، ويوقفني على الكيفية التي توصلني إلى الانتفاع بها انتفاعاً ناجحاً مثمراً»
قال عنه المؤرخ عبد الله غازي المكي:" وأفادني بعض الأفاضل بأنه قد رآه بمصر (باسطاً) وكان كتبياً، وأخبرني زوج ابنته بأنه توفي بمصر في سنة 1332هـ.
ترجم له أحمد بن محمد الحضراوي المكي الهاشمي، ومما قال عنه:" أحد الفضلاء الأعلام، ينبوع البلاغة ونبراس الأفهام، أديب كامل، ونجيب من ذوي اللطافة فاضل، أحد أدباء مكة المكرمة، صاحب لطافة، ونباهة وقتية.

## وفاته
توفي في مصر سنة 1332هـ

## وصلات خارجية
- الفتني، عبد الملك بن عبد الوهاب، 1255 - 1332 هـ